# Árchez
Árchez település Spanyolországban, Málaga tartományban. Árchez Canillas de Albaida községgel határos. Lakosainak száma 411 fő (2024).

## Népesség
A település népessége az elmúlt években az alábbi módon változott:
| Lakosok száma | 352  | 397  | 427  | 440  | 476  | 444  | 405  | 385  | 396  | 411  |
|               | 2001 | 2004 | 2007 | 2009 | 2012 | 2014 | 2017 | 2019 | 2022 | 2024 |